# De Heuve 4
De Heuve 4 is een woonwijk in Beuningen (Gelderland). De woningen zijn gebouwd rond 1985.

## Type bebouwing
Rijtjeshuizen

## Straten
- Trajanussingel
- Vitelliuslaan
- Claudiuslaan
- Tituslaan
- Tiberiuslaan
- Valerianuslaan